# Момена I (Козенца)
Момена I је насеље у Италији у округу Козенца, региону Калабрија.
Према процени из 2011. у насељу је живело 11 становника. Насеље се налази на надморској висини од 1 м.